# Arado Ar 234 Blitz
Arado Ar 234 Blitz (Светкавица) (на немски: Arado Ar 234 „Blitz“) е реактивен бомбардировач на Нацистка Германия от Втората световна война, ползван също за разузнаване, създаден от фирма Arado.
Това е първият в света реактивен бомбардировач и първият реактивен бомбардировач, участвал в бойни действия.

## Бойно приложение
За първи път самолетът е използван в бойни условия на 2 август 1944 г. Пилотиран от лейтенант Ерих Зомер, разузнавателният апарат успява да заснеме за час и половина целия район за дебаркиране на противниковите войски в Битката за Нормандия.
От ноември 1944 г. е използван от Луфтвафе като разузнавателен самолет, а от декември 1944 г. нанася удари по войските на Съюзниците. Сред най-известните случаи на бойно използване на Ar 234 са бомбардировките на железопътния мост през река Рейн в Ремаген – първия неразрушен мост над Рейн, завладян от Съюзниците.
Въпреки че в края на войната поради недостиг на гориво самолетът е използван рядко, поради високата му скорост оставал много трудна цел за прехващане. В последните месеци на войната Ar 234 са единствените разузнавателни самолети, способни да действат в условията на тоталното въздушно превъзходство на противника, включително над територията на Великобритания.

## Тактико-технически характеристики
Показаните по-долу характеристики отговарят на модификацията Ar 234B-2.
Технически характеристики
- Екипаж: 1
- Дължина: 12,63 m
- Размах на крилото: 14,1 m
- Височина: 4,3 m
- Площ на крилото: 26,4 m²
- Тегло празен: 5200 kg
- Тегло пълен: 8417 kg
- Максимално тегло при излитане: 9850 kg
- Двигатели: 2 бр. турбореактивни Jumo 004B-1
- Тяга: 2× 8,8 kN

Летателни характеристики
- Максимална скорост: 742 км/ч на 6000 m
- Боен радиус: 1100 km (напълно натоварен)
- Практически таван: 10 000 m
- Скороподемност: 30 m/s

Въоръжение
- 2×20 mm оръдия MG 151 в опашката за стрелба назад с по 200 снаряда на цев
- 2×20 mm оръдия MG 151 в носовата част с по 250 снаряда на цев
- Бомбен товар: външно окачен, до 1500 kg

## Модификации
- Ar 234 A – опитна серия, в която шасито е било отделящо се при излитане, а при кацане самолетът е използвал шини
- Ar 234 B:
  - B-0 – около 20 машини за интензивни изпитания
  - B-1 – разузнавателен вариант с възможност за излитане с помощта на ускорители
  - B-2 – вариант на бомбардировач с възможност за излитане с помощта на ускорители
  - B-2 Nachtigall (славей) – в края на 1944 г. Луфтвафе взима решение да преоборудва 30 самолета от модификацията B-2 в нощни изтребители. За целта на самолетите е трябвало да бъдат монтирани 2 оръдия MG 151 и радар Neptune. 2 прототипа са зачислени към експерименталното подразделение Въздушен флот „Райх“. Изпитанията на тази модификация са показали неспособността Ar 234 да бъде използван като нощен изтребител и проектът е прекратен.
- Ar 234 С – многоцелеви модификации с 4 двигатели (от С-1 до С-8), разработени поради недостиг на реактивни двигатели Junkers Jumo.004B (използващи се при Messerschmitt Me.262). Заменят ги с по-слабите BMW.003 (по-леки и с по-малко мощност), но 4-те двигателя BMW.003 дават по-голяма обща мощност от тази на двата Junkers Jumo.004B
- Ar 234 D – използвани са двигатели Heinkel HeS 011 (с тяга 1300 kg)
- Ar 234 P – проекти нощни изтребители

Изпитателни полети
- На 10 март 1944 г. е извършен първият полет на самолет от серия B
- На 30 септември 1944 г. e първият полет при серия С.

## Съветски модификации
В края на Втората световна война 2 трофейни екземпляра Arado Ar 234 са доставени в Съветския съюз за възстановяване и полетни изпитания. Работата е възложена на производствената база на Авиационен завод № 458 на НКАП под ръководството на главния конструктор на завода Игор Четвериков. Пред него е поставена задачата на базата на трофейния самолет да бъде разработен реактивен бомбардировач.
Според авиационния историк Якубович проектът по копирането на Arado Ar 234 е сред най-реалистичните в рамките на тогавашната съветска програма по разработване на реактивен бомбардировач. Задачата предвижда създаването на бомбардировач с 4 турбореактивни двигатели BMW-003 или 2 бр. Jumo-00З. При това самолетът трябвало да лети с максимална скорост от 750 км/ч. на височина 5000 m, да се издига до височина 12 000 m и да пренася 1000 kg бомбен товар на разстояние 1600 km или 1500 kg на 1200 km.
За начало решават да възстановят 2-те трофейни машини: двумоторен сериен едноместен многоцелеви самолет и опитен бомбардировач с 4 турбореактивни двигателя.